# Utopian Land
Chansons représentant la Grèce au Concours Eurovision de la chanson
One Last Breath
(2015) This Is Love
(2017)
Utopian Land (en français « Terre utopique ») est la chanson de Argo qui représente la Grèce au Concours Eurovision de la chanson 2016 à Stockholm.
Le 10 mai 2016, lors de la 1re demi-finale, elle termine à la 16e place avec 44 points  et par conséquent n'est pas qualifiée pour la finale.